# Доной, Анатолий Иванович
Анатолий Иванович Доной — рядовой Вооружённых Сил СССР, участник войны в Афганистане, погиб при исполнении служебных обязанностей, кавалер ордена Красной Звезды (посмертно).

## Биография
Анатолий Иванович Доной родился 1 ноября 1962 года в селе Копанка Слободзейского района Молдавской Советской Социалистической Республики. Окончив среднюю школу, поступил в техникум коммунального хозяйства, находившийся в городе Бендеры.
5 мая 1981 года Доной был призван на службу в Вооружённые Силы СССР Бендерским городским военным комиссариатом Молдавской Советской Социалистической Республики. После прохождения обучения в октябре того же года он был направлен для дальнейшего прохождения службы в состав ограниченного контингента советских войск в Демократической Республике Афганистан.
Участвовал в боевых действиях против вооружённых формирований моджахедов, будучи наводчиком-оператором боевой машины пехоты 5-й мотострелковой роты 149-го гвардейского мотострелкового полка. Принимал активное участие в общей сложности в восемнадцати боевых операциях, двух ночных засадах, а также в многочисленных проводках колонн автотранспорта по территориям афганских провинций Кундуз, Баглан и Тахар.
15 ноября 1982 года во время боёв под городом Талуканом боевая машина пехоты, в которой со своими товарищами находился рядовой Доной, попала под шквальный вражеский обстрел и встала из-за повреждений. Экипаж не покинул вверенную ему технику, продолжая отстреливаться от противника. Доной вёл огонь из бортового оружия, подавив афганский миномёт, но и сам при этом получил смертельные ранения от осколков гранаты, попавшей в башню боевой машины.
Похоронен на кладбище села Копанка Слободзейского района на территории непризнанной Приднестровской Молдавской Республики.
Указом Президиума Верховного Совета СССР рядовой Анатолий Иванович Доной посмертно был удостоен ордена Красной Звезды.

## Память
- В честь Доноя названа улица на его родине.
- В память о Доное и его земляках, погибших в афганистане, регулярно проводятся памятные мероприятия[3].